# Soul Station
Soul Station é um álbum de estúdio do saxofonista de jazz estadunidense Hank Mobley, lançado em 1960 sob o selo da Blue Note Records, catalogado como BLP 4031. É um dos LPs mais conhecidos de Mobley, juntamente com seu sucessor, Roll Call.

## Alinhamento de faixas

### Lado A
| N.º | Título              | Duração |  |
| 1.  | "Remember"          | 5:41    |  |
| 2.  | "This I Dig of You" | 6:25    |  |
| 3.  | "Dig Dis"           | 6:08    |  |

### Lado B
| N.º | Título                 | Duração |  |
| 1.  | "Split Feelin's"       | 4:55    |  |
| 2.  | "Soul Station"         | 9:06    |  |
| 3.  | "If I Should Lose You" | 5:08    |  |